# Donaumast

Mast met twee circuits in Donauvorm: twee traversen, op de bovenste één fase per circuit, op de onderste twee.

Een donaumast is een bovengrondse hoogspanningsmast met één pijler en twee traversen, waarin van elk driefasencircuit er een geleider aan de bovenste en twee aan de onderste traverse zijn opgehangen. De onderste traverse is meestal langer dan de bovenste. Soms is er een extra traverse voor de bliksemdraden; ook kattenoren komen voor. Er zijn ook donaumasten waar de opstelling omgekeerd is: de bredere traverse met twee geleiders zit niet onder maar boven de smallere. 
In Duitsland zijn deze masten voor 110 kV ca. 32 m hoog, voor 220 kV en 380 kV meestal 55 tot 65 meter hoog; ze hebben dan een perceelbreedte van ongeveer 60 meter nodig.
Aan Donaumasten kan onderaan nog een derde traverse zitten, waaraan dan twee circuits (meestal op lagere spanning dan de andere) kunnen worden opgehangen in  eenvlaksconfiguratie. 
Zulke masten zijn dan 65 tot 75 meter hoog.

## Verbreiding
Dit ontwerp en ook de naam worden algemeen gebruikt in Duitsland, Oostenrijk, Polen en Nederland. In Nederland is ongeveer de helft van alle masten (en het overgrote deel van de 380kV-lijnen) een donaumast, in zeer uiteenlopende groottes, door het hele land, voor lijnen van iedere voorkomende spanning.
In voormalig West-Duitsland zijn donaumasten het meest gebruikte ontwerp voor driefasenlijnen met twee circuits. 
In voormalig Oost-Duitsland zijn voor 110kV-lijn de eenvlaksmasten gebruikelijk. 
Voor 380 kV zijn donaumasten in heel Duitsland dominant.
In Frankrijk is de F44 of Beaubourg een overeenkomstig ontwerp. 
Het is het resultaat van vijf jaar technisch en industrieel ontwerponderzoek en nationaal overleg door EDF. 
Het is genoemd naar het Centre Pompidou, ook bekend onder de naam Centre Beaubourg, waar een jury het in 1977 uit een vijftiental projecten heeft geselecteerd. 
Sindsdien is het met elke nieuwe lijn (of modernisering van een lijn) een deel van het landschap geworden. 
Er zijn twee uitvoeringen: Voor 225 kV een mast van 41 meter hoog met een gewicht van 20 ton, voor 400 kV een van 50 m hoog met een gewicht van 45 ton.
In Denemarken worden Donaumasten gebruikt voor 400 kV-lijnen. Behalve vakwerkmasten is daar ook een specifiek type donaumasten, de Eaglemast, gebruikt. 

## Naam
Het ontwerp is wellicht genoemd naar de 110 kV-hoogspanningslijn langs de Donauvallei tussen Regensburg en de Kachlet-elektriciteitscentrale boven Passau. Deze lijn werd in 1927 in bedrijf genomen. Er waren overigens al eerder masten volgens dit ontwerp gebouwd, bijvoorbeeld delen van een lijn van Zschornewitz naar Berlijn, gebouwd in 1918, en een 110 kV-installatie in Ontario, Canada, gebouwd in 1910.

## Achtergronden
Het Donauontwerp is een compromis tussen de eenvlaksmast (waarvoor een breder traject nodig is) en de drievlaksmast of tonmast (smaller traject, maar hogere masten). Een voordeel is dat de bliksembescherming beter is dan bij tonmasten en hamerkopmasten. Nadeel is dat magneetveldzone aan de grond breder is dan drievlaksmasten, dennenboommasten, en tonmasten.

## Foto's

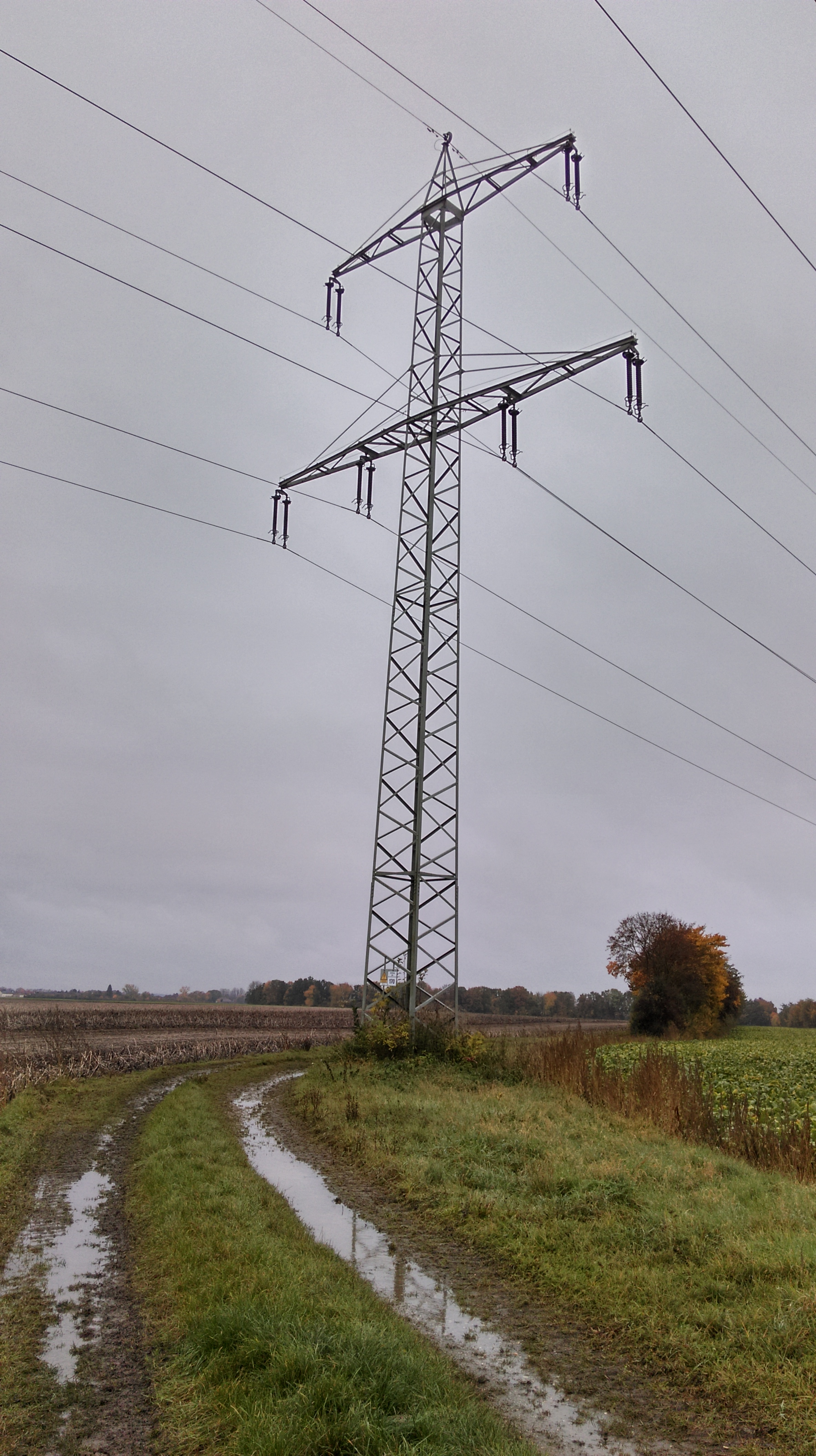
Originele Donaumast (ten zuiden van Straubing) uit 1927.
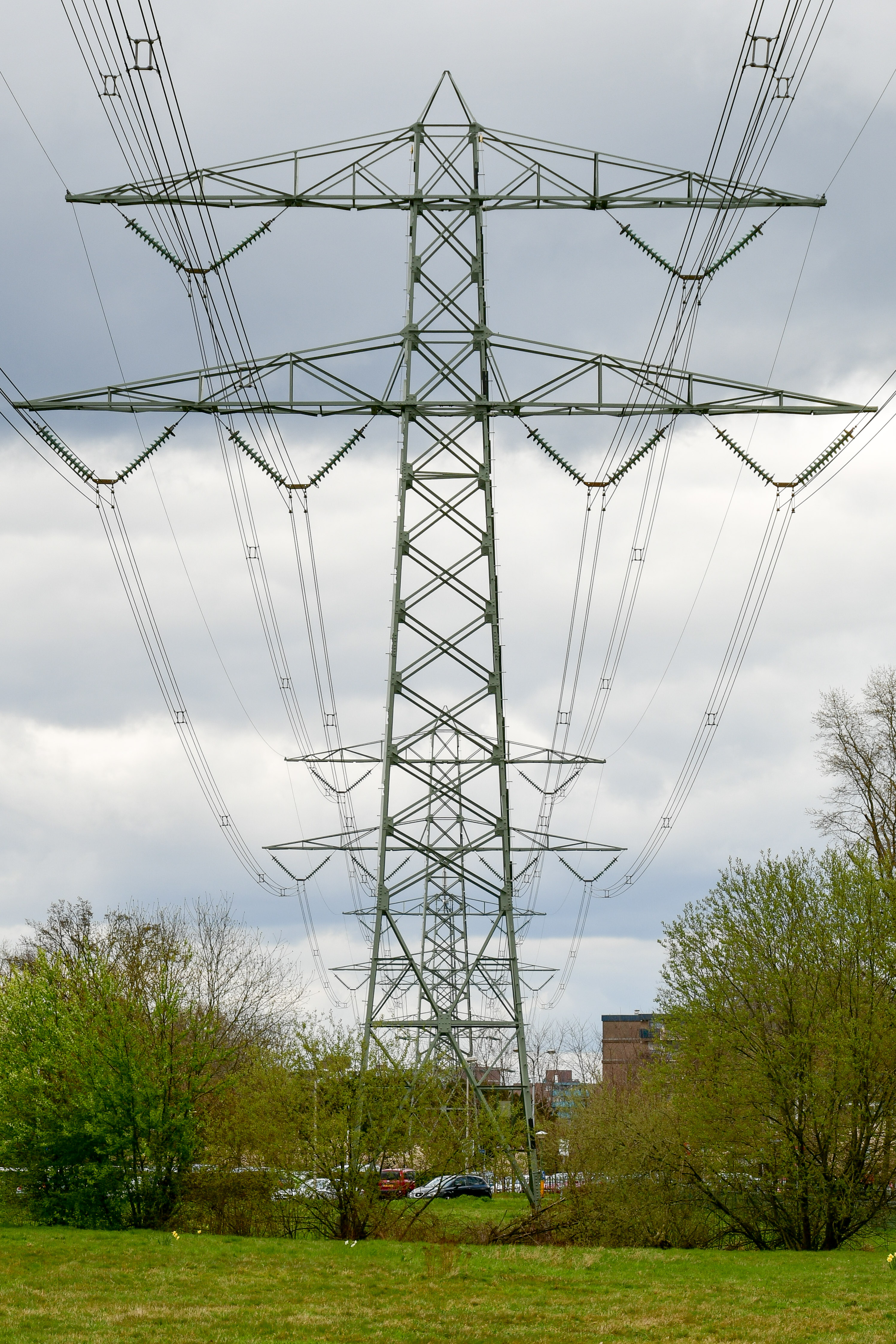
Donaumasten in Eindhoven
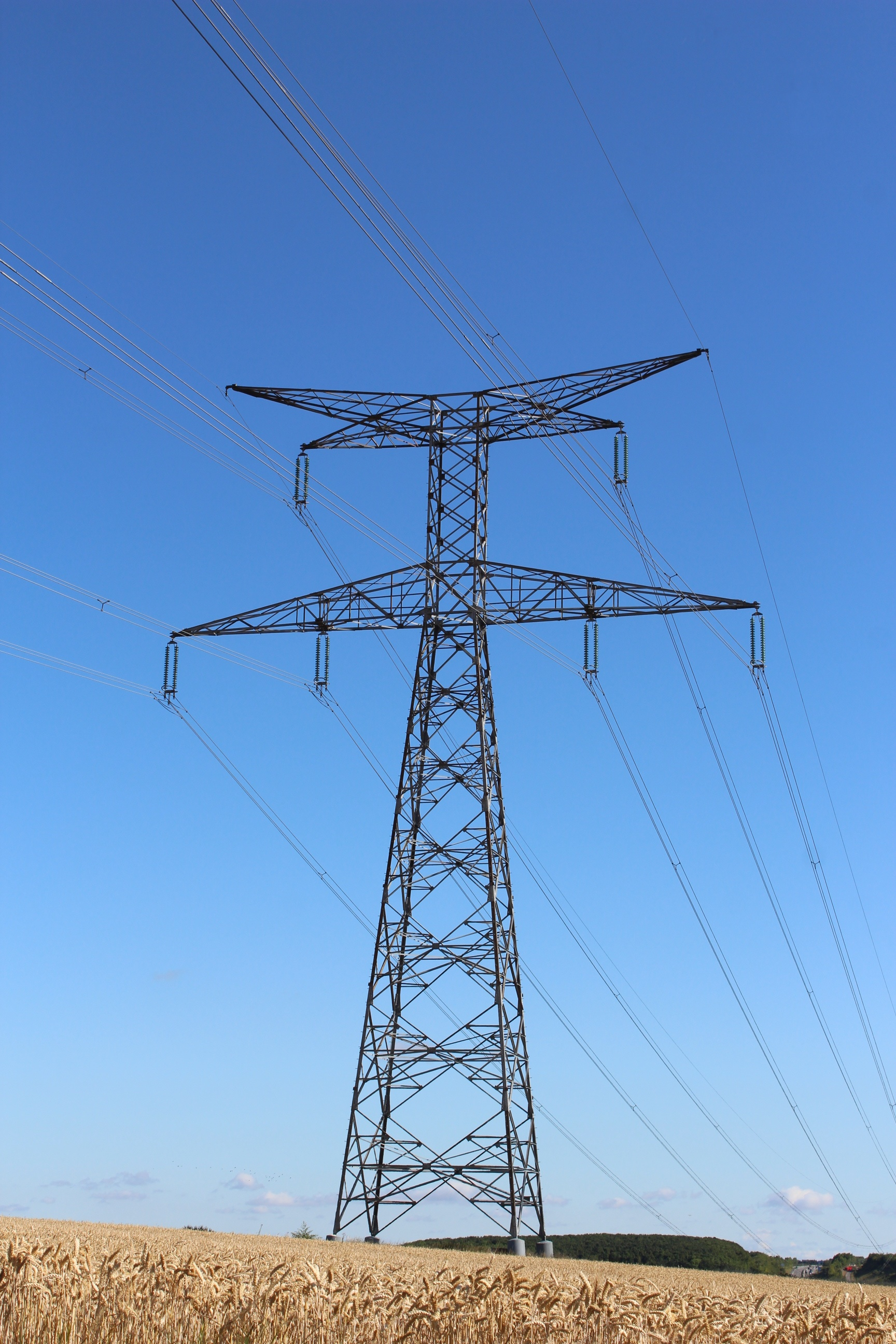
Een Franse Beaubourgmast
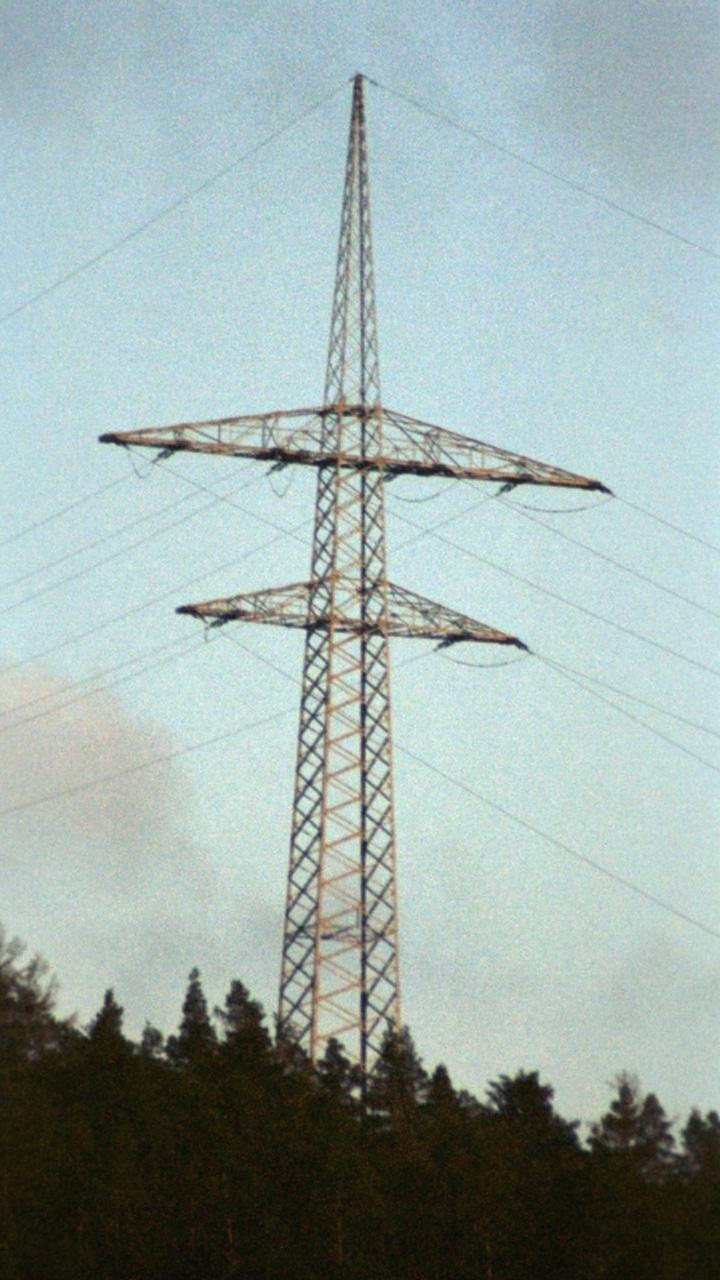
"Ondersteboven" donaumast
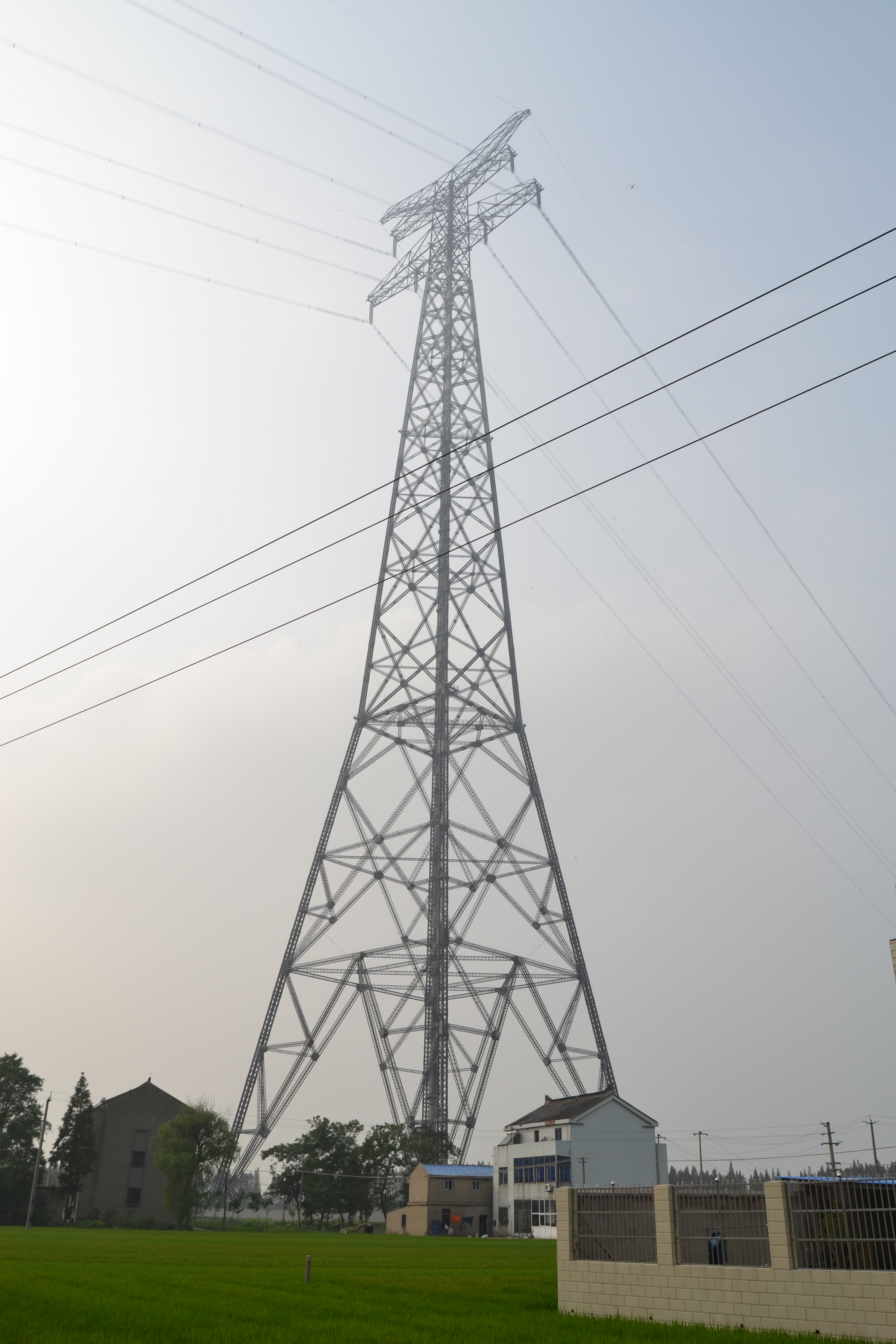
Donaumast, 346,5 m hoog (China)
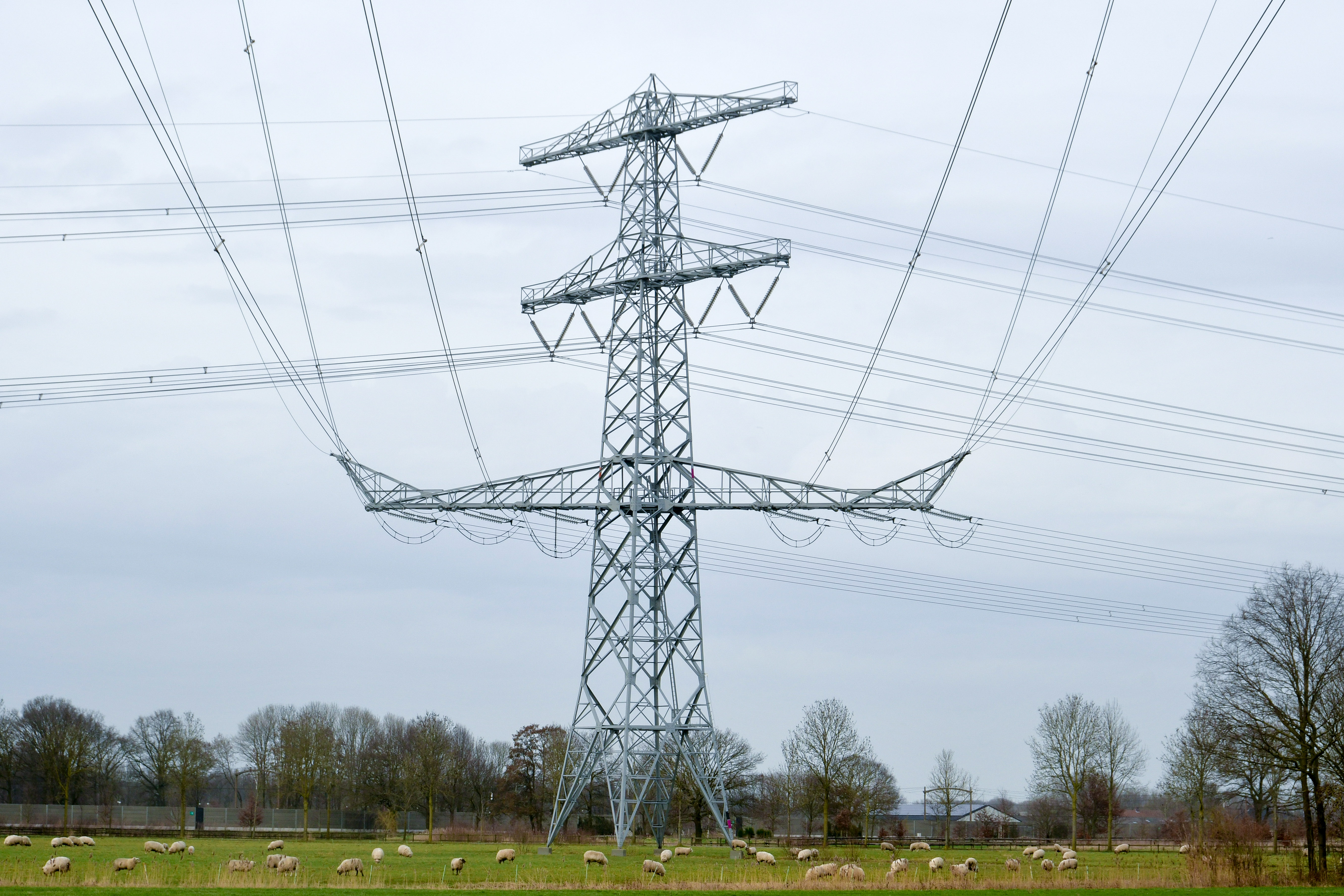
Donaumast, daaronder twee 110kV-circuits.
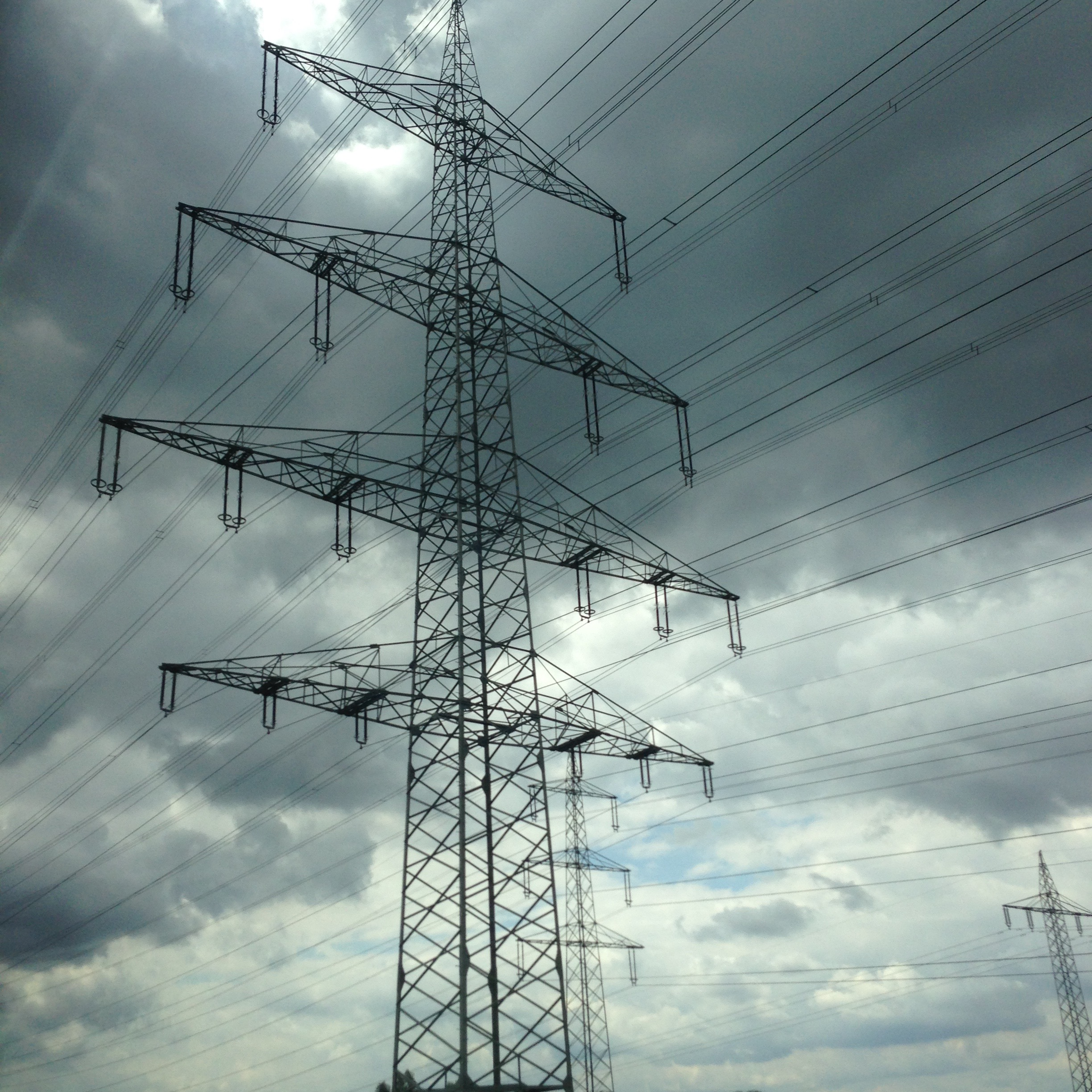
Bovenaan een Donauconfiguratie, onder viermaal eenvlaksconfiguratie.
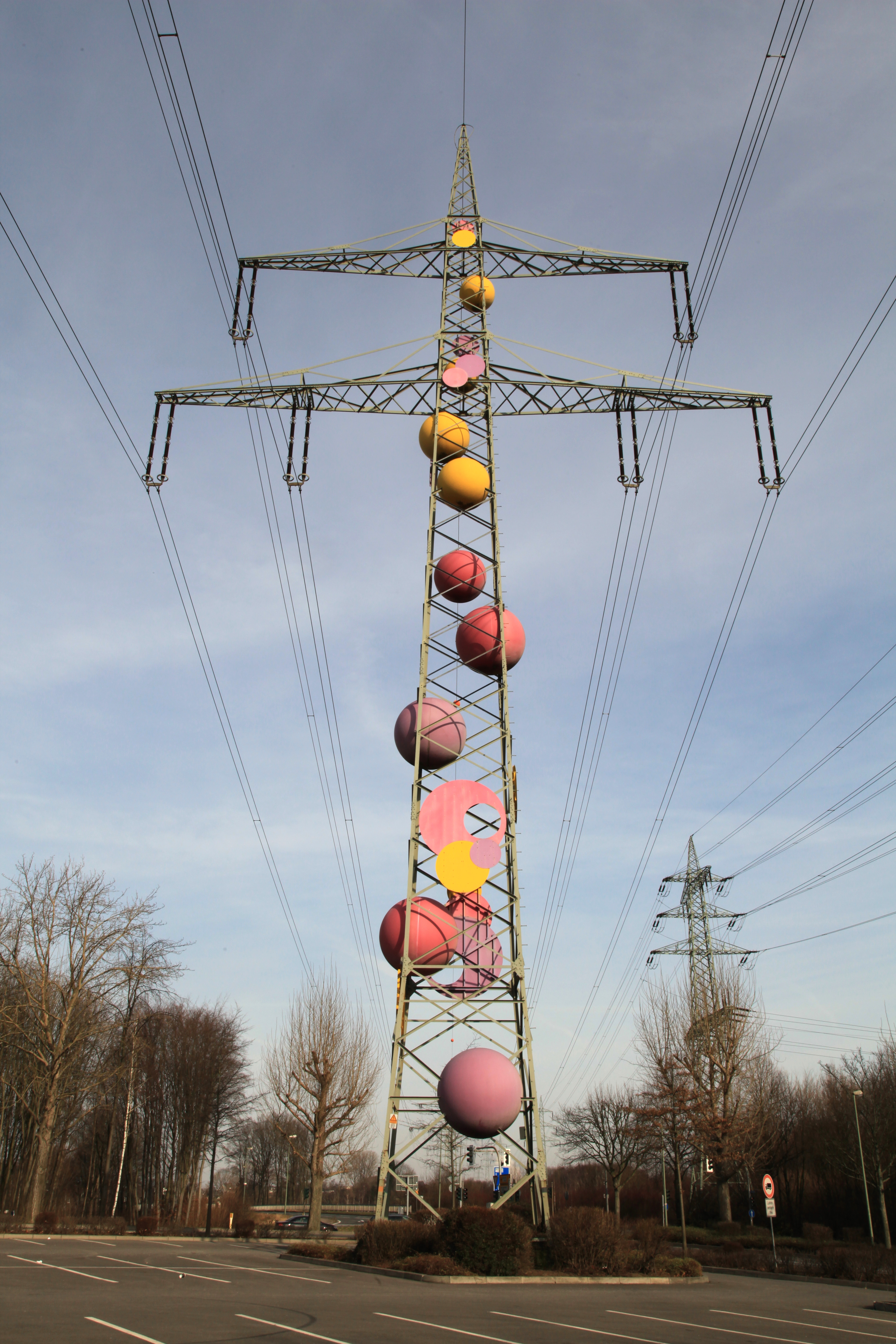
Een met bollen opgeleukte donaumast in Bochum, Duitsland
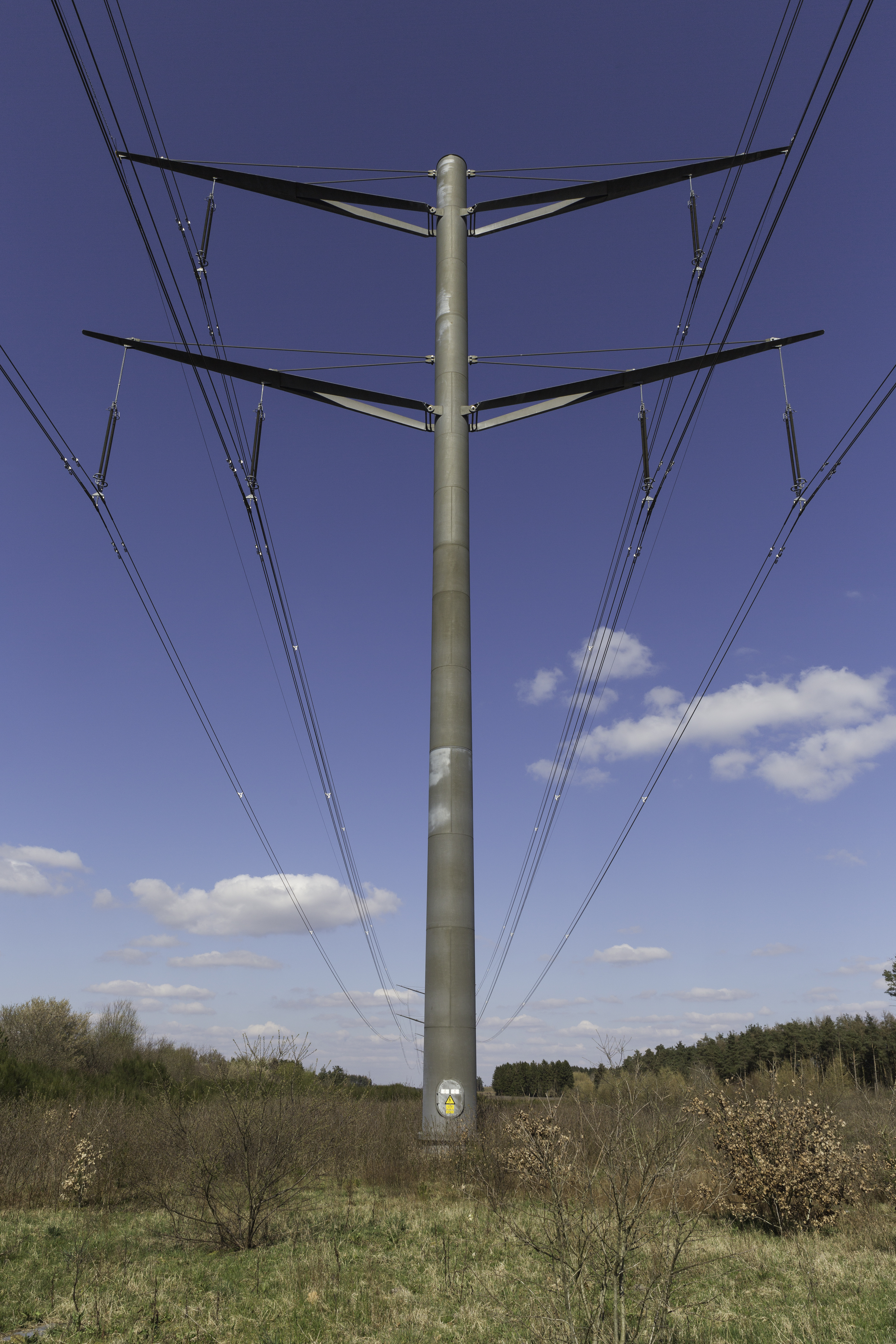
Deense Eaglemast